# 樋口虎若

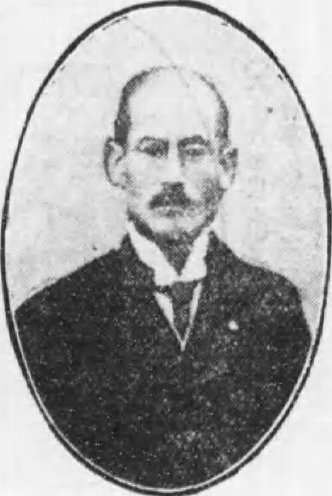
樋口虎若

樋口 虎若（ひぐち とらわか、明治5年11月10日（1872年12月10日） – 1958年（昭和33年）6月4日）は、日本の医師。愛媛県宇和島市長。

## 経歴
愛媛県北宇和郡吉田町（現在の宇和島市）に吉田藩士の子として生まれた。1894年（明治27年）、第三高等中学校医学部を卒業し、翌年に陸軍三等軍医となった。一等軍医に昇進するが、辞して1900年（明治33年）に宇和島に耳鼻咽喉科医院を開業した。また宇和島市会議員、北宇和郡会議員、同副議長などを歴任した。
1938年（昭和13年）に宇和島市長に就任したが、翌年5月政党の対立抗争を嫌って退任した。